# Ламбро Филев
Ламбро (Лабро) Филев или Фильовичин е български революционер, деец на Вътрешната македоно-одринска революционна организация.

## Биография
Лабро Филев е роден в 1874 година в костурското село Габреш, днес Гаврос, Гърция. В 1892 година влиза във ВМОРО. В 1897 година заминава за Варна, където е привлечен към ВМОРО. Връща се в Македония и участва в Илинденско-Преображенското въстание. Четник е на Васил Чекаларов. След въстанието е войвода на Габрешката чета. Участва в Балканската война. В 1916 година заедно със семейството си емигрира в Торонто, Канада. Там членува в македоно-българската църковна община „Св. Кирил и Методий“ и в МПО „Правда“.